# Липники (Новосёлковский сельсовет)
Липники (бел. Ліпнікі́) — деревня в Пуховичском районе Минской области Республики Беларусь. В составе Новосёлковского сельсовета.

## География
Расположена в 11 км на юго-запад от Марьиной Горки, 56 км от Минска.

## История

### Ранняя история
В 1897 году урочище в Цитвянской волости Игуменского уезда Минской губернии. В 1908 году застенок.

### Новейшее время
С конца февраля 1918 года территория оккупирована войсками Германской империи. 25 марта 1918 года согласно Третьей Уставной грамоте волость провозглашена частью Белорусской Народной Республики. В декабре 1918 года занята Красной Армией, с 1 января 1919 года в соответствии с постановлением I съезда КП(б) Беларуси она вошла в состав Советской Белоруссии, с 27 февраля 1919 года — в ЛитБел ССР. Во время польско-советской войны в августе 1919 — июле 1920 годов под оккупацией Польши (Минский округ ГУУЗ).
С 31 июля 1920 года в Белорусской ССР.
Во Вторую мировую войну с конца июня 1941 года до начала июля 1944 года под оккупацией Германии. В деревне базировались Руденский подпольный районный комитет КП (б)Б и штаб советской партизанской бригады «Беларусь».
До 29 июня 2006 года деревня входила в состав Горелецкого сельсовета.

## Население

### Численность
- 2019 год — 13 жителей

### Динамика
- 1897 год — 3 двора, 29 жителей
- 1908 год — 13 дворов, 84 жителей
- 1917 год — 19 дворов, 103 жителей
- 2002 год — 23 дворов, 40 жителей
- 2009 год — 28 жителей (перепись населения)[3]
- 2019 год — 13 жителей (перепись населения)

## Достопримечательность
- Памятник в честь Руденского подпольного комитета КП(б)Б и штаба партизанской бригады «Беларусь».